# Semana Santa de Braga

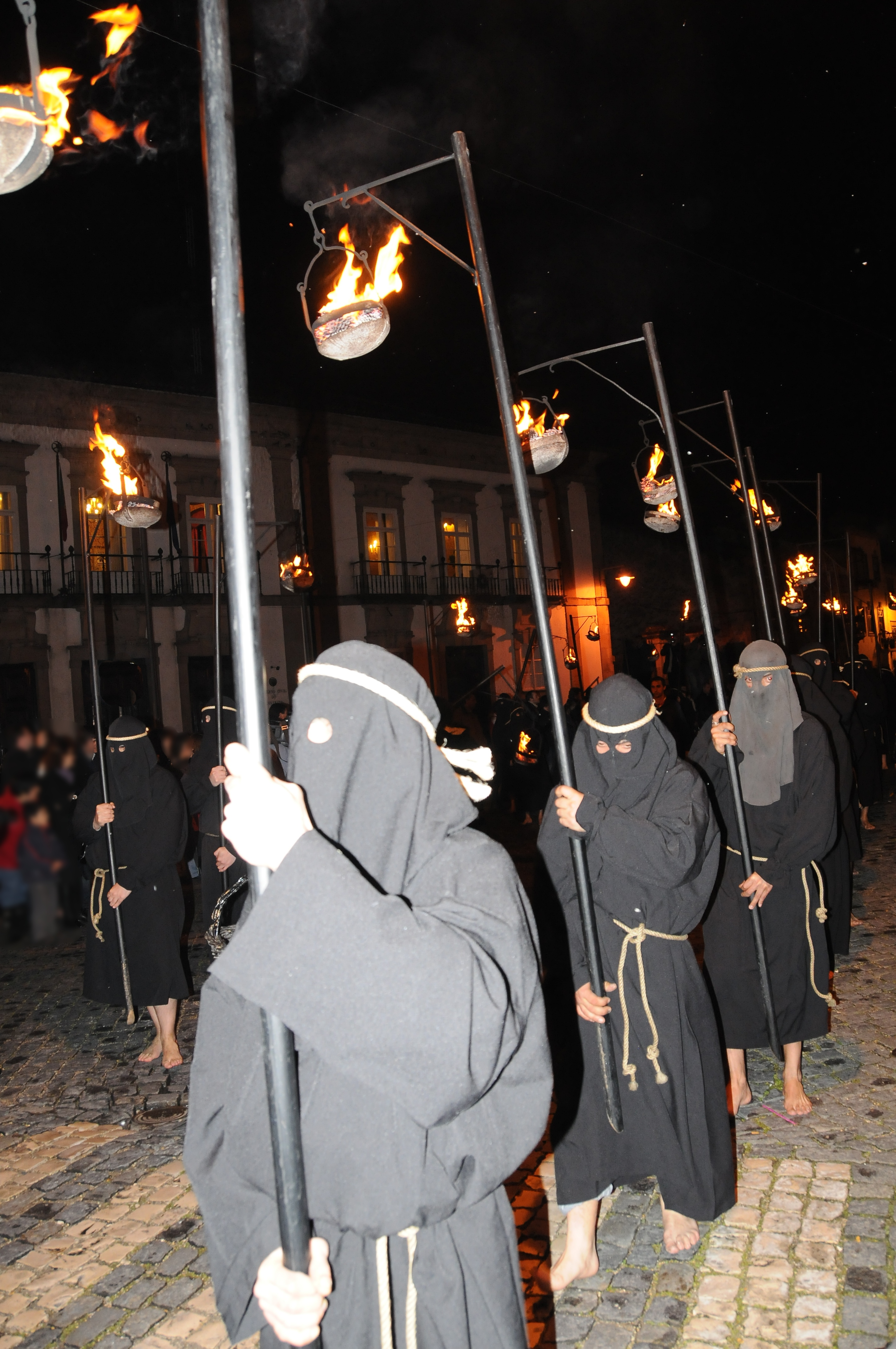
Tradicionais Farricocos na Procissão Ecce Homo

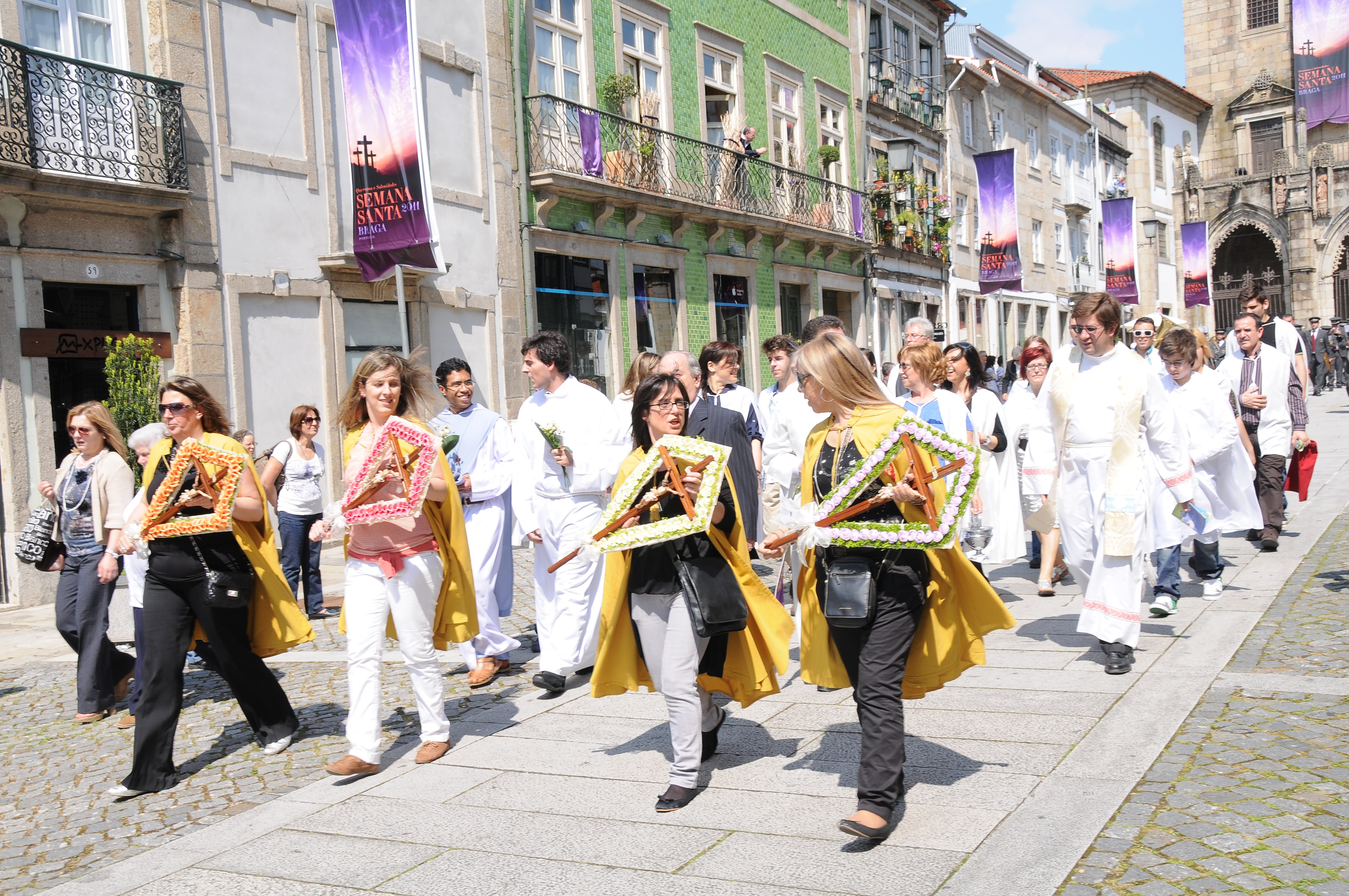
Visita Pascal

A Semana santa em Braga é considerada a principal atracção turística da cidade. Nessa semana realizam-se todo um conjunto de manifestações culturais e religiosas como exposições, concertos, procissões e outras. 
Durante toda essa semana os altares das Igrejas, cada um invocando uma cena da Paixão de Cristo, encontram-se decorados com flores e velas. 
De todas as que se realizam em Portugal, a Semana Santa de Braga é a mais imponente e a mais divulgada, atraindo muitos turistas à cidade. Os visitantes procuram essencialmente as grandes procissões nocturnas que se caracterizam pelas centenas de figurantes. Nela se conjugam harmoniosamente elementos da liturgia e da religiosidade popular, bem como antigas tradições e inovação. Desde 23 de novembro de 2011, está oficialmente “Declarada de Interesse para o Turismo”.

## Origem histórica
Muito provavelmente a Semana Santa de Braga teve a sua origem histórica em finais do século IV Como outras, pressupõe a paz dada à Igreja pelo imperador Constantino, em 313, e as determinações do Primeiro Concílio de Niceia sobre a celebração da Páscoa. O primeiro grande testemunho da celebração da Semana Santa em Jerusalém e do provável início da sua imitação em múltiplos outros lugares do mundo cristão é o livro de viagens Peregrinatio ad Loca Sancta ou Itinerarium ad Loca Sancta (Peregrinação / Itinerário aos Lugares Santos) ou ainda, simplesmente, Itinerarium Egeriae (Itinerário de Egéria) escrito por uma tal Etéria ou Egéria. Curiosamente, esta peregrina era uma mulher da Galécia, provavelmente mesmo da Bracara Augusta (hoje cidade de Braga), que fez a sua própria peregrinação à terra Santa entre 381 e 384. Terá sido este escrito, onde se descrevem pormenorizadamente as celebrações então feitas em Jerusalém, que inspirou celebrações semelhantes em outras partes do mundo. Braga, por razões óbvias, pode bem ter estado entre as primeiras e ter sido mesmo um centro de irradiação. Não se conhece a sua evolução histórica ao longo da Idade Média. Mas é provável que as suas configurações desde os princípios da Idade Moderna, de que se vão conhecendo documentos, tenham por detrás de si uma tradição já milenar.

## Promoção e organização
A Semana Santa de Braga é promovida pelo Cabido da Catedral, em parceria com as Irmandades da Misericórdia e de Santa Cruz, com a Câmara Municipal de Braga, a Entidade de Turismo Porto e Norte de Portugal e a Associação Comercial de Braga. É organizada por uma Comissão constituída por representantes destas instituições e por algumas pessoas a título pessoal. Tem a colaboração da Paróquia e da Junta de Freguesia de S. Victor.

## Preparação espiritual e cultural
A preparação espiritual no decurso da Quaresma inclui a Missa e a imposição das Cinzas na Sé Catedral, a abertura e a permanência do Lausperene quaresmal nas igrejas da cidade de Braga, conferências quaresmais pelo Arcebispo Primaz, três vias-sacras e três conferências quaresmais na Igreja de Santa Cruz, uma procissão de penitência ao Bom Jesus do Monte e uma celebração penitencial na Sé com ocorrência de confissões. A esta preparação espiritual acresce a ambientação cultural, com uma série de concertos de música religiosa, várias exposições temáticas e algum espectáculo sobre motivos da Paixão ou da Páscoa. 

## A Semana Santa dia-a-dia
Sábado antes de Ramos
- Cortejo dos Guiões.
- Procissão de Trasladação do andor do Senhor dos Passos, da Igreja de Santa Cruz para a Igreja de S. Paulo.
- Via-Sacra popular, percorrendo os “calvários”.

Domingo de Ramos
- Manhã: Bênção e procissão dos Ramos (Igreja de S. Paulo).
- Manhã: Missa Solene do Domingo de Ramos (Catedral).
- Tarde: Procissão dos Passos.

Segunda-feira
- Concerto coral-sinfónico na Igreja de Santa Cruz.

Terça-feira
- Concerto coral-sinfónico na Catedral.

Quarta-feira
- Noite: Cortejo bíblico “Vós sereis o Meu povo” (“Procissão de Nossa Senhora da burrinha”).

Quinta-feira
- Manhã: Missa Crismal e bênção dos Santos Óleos (Catedral).
- Tarde: Lava-pés e Missa da Instituição da Eucaristia.
- Noite: Procissão do Senhor “Ecce Homo”.

Sexta-feira
- Manhã: Ofício de Laudes e Celebração penitencial (Catedral).
- Tarde: Comemoração da Morte do Senhor (Catedral) e Procissão Teofórica (Catedral).
- Noite: Procissão do Enterro do Senhor.

Sábado
- Manhã: Ofício de Laudes e Celebração penitencial (Catedral).
- Noite: Solene Vigília Pascal (Catedral) e Procissão da Ressurreição (Catedral).

Domingo
- Manhã: Missa solene do Domingo de Páscoa (Catedral).
- Durante o dia: Visita Pascal.

## Procissões e Via-Sacra

### Cortejo de Guiões dos Passos
Realizado pela primeira vez em 2013, este cortejo é organizado pela Irmandade de São Vicente de Braga e respectiva comunidade paroquial, e reúne os Guiões dos Passos que se realizam no concelho de Braga durante a Quaresma, concretamente das freguesias de Cabreiros, Celeirós, Crespos, Figueiredo, Real e ainda da Irmandade de Santa Cruz de Braga.
Na tarde do sábado que antecede os Ramos, os Guiões saiem processionalmente da Igreja de São Vicente em direcção à Sé Catedral, em cujos claustros ficarão depois expostos até ao Domingo de Pascoela. Antes da partida, é feita a reprodução da tradicional "Puxada do Guião".

### Trasladação do Senhor dos Passos
É um cortejo simples em que a imagem do Senhor dos Passos é transferida da Igreja de Santa Cruz para a de S. Paulo, de onde, no dia seguinte, sairá na Procissão dos Passos. Terminada esta procissão, segue-se a Via-Sacra popular, percorrendo oito “estações” ou “calvários” espalhados pela Cidade. Entre as estações o povo entoa um cântico popular muito antigo, conhecido por “cântico dos martírios”.

### Procissão dos Ramos
Procissão litúrgica, em que a multidão de participantes se integra ativamente, com palmas e ramos de oliveira previamente benzidos, entoando cânticos de hossana a Jesus Cristo, a lembrar a sua entrada triunfal em Jerusalém. Contém alguns elementos litúrgicos específicos, conservados pelo Rito Bracarense.

### Procissão dos Passos
Organizada pela Irmandade de Santa Cruz, percorre as ruas da Cidade de modo a passar por todos os “calvários”, onde estão representados os principais “passos” do caminho doloroso de Cristo. Na sua textura, oferece aos espectadores, em quadros alegóricos e encenação dramática, o mesmo que na Missa de Ramos foi lido no evangelho da Paixão. Nela desfilam as figuras que intervieram no julgamento, condenação e morte de Jesus: soldados, algozes e inimigos; mas também Cireneus amigos, Madalenas arrependidas e piedosas mulheres. O próprio Jesus, o “Senhor dos Passos”, levando a cruz às costas, atravessa as ruas da Cidade, como outrora percorreu as de Jerusalém. Junto à igreja de Santa Cruz, tem lugar o Sermão do Encontro e, no decurso deste, os ouvintes assistem ao comovente encontro de Jesus com sua Mãe Dolorosa, a “Senhora das Dores”.

### Cortejo bíblico “Vós sereis o meu povo” (“Procissão de Nossa Senhora da burrinha”)
Organizado, desde 1998, pela Paróquia e pela Junta de Freguesia de S. Victor, este eloquente cortejo apresenta a pré-história do Mistério Pascal de Jesus que a Igreja celebra nos dias seguintes. Desde o chamamento de Abraão, passando pela era dos Patriarcas, pela escravidão no Egipto e gesta libertadora de Moisés (prefiguração de Cristo), até à infância de Jesus, incluindo a sua fuga para aquele país nos braços de Maria montada numa burrinha e acompanhada por José, desfilam, em sucessão cronológica e em verdadeira catequese viva, profetas, reis, figuras eminentes, símbolos e quadros bíblicos do Antigo Testamento. No essencial, assim é figurada a Aliança de Deus com o seu povo ― “Vós sereis o meu povo” ― e prefigurada a Nova Aliança que será selada com o sangue de Cristo.

### Procissão do Senhor “Ecce Homo” ou dos fogaréus
Organizada desde tempos antigos pela Irmandade da Misericórdia, esta procissão, em noite de Quinta-feira Santa ou das “endoenças”, evoca o julgamento de Jesus, ao mesmo tempo que celebra a misericórdia por Ele ensinada. Abre o cortejo o exótico grupo dos farricocos com as suas matracas e fogaréus. A imagem do Senhor “Ecce Homo” (ou “Senhor da cana verde”) representa o Cristo que se declarara rei e que o Pilatos pôs a ridículo pondo-lhe na mão um simulacro de ceptro (uma cana verde) e apresentando-o à multidão com as palavras “Eis aí o Homem!”.
Além de muitas figuras alegóricas da Última Ceia e do julgamento de Jesus, desde 2004 incorporam-se na procissão alegorias das catorze obras de misericórdia, bem como figuras históricas ligadas à fundação e à história das Misericórdias, especialmente à de Braga. Desde há alguns anos incorporam-se também várias Irmandades da Misericórdia de diversos pontos do País.

### Procissão Teofórica do Enterro
Nesta impressionante procissão, interior à Catedral e própria do Rito Bracarense, na tarde de Quinta-feira Santa, depois de celebrada a morte de Jesus que todavia se acredita vivo, o Santíssimo Sacramento, encerrado num esquife coberto de um manto preto, é levado, do “Horto” em que estivera desde o dia anterior, pelas naves da Catedral – daí o nome de procissão teofórica (= que transporta Deus) – e deposto em lugar próprio para a veneração dos fiéis. Os acompanhantes cobrem o rosto em sinal de luto. Dois meninos ou duas senhoras, alternando com responsórios do coro, cantam em latim: “Heu! Heu! Domine! Heu! Heu! Salvator noster!” (Ai! Ai! Meu Senhor! Ai! Ai! Salvador nosso!).

### Procissão do Enterro do Senhor
Organizada pelo Cabido da Catedral, Irmandades da Misericórdia e de Santa Cruz e Comissão da Semana Santa, esta imponente procissão ― de todas a mais solene e comovente ― leva pelas ruas da Cidade o esquife do Senhor morto. Acompanham-no aquelas e outras irmandades, cavaleiros das Ordens Soberana de Malta e do Santo Sepulcro de Jerusalém, Capitulares da Sé e numerosas autoridades. Vão também os andores da Santa Cruz e da Senhora das Dores. Em sinal de luto, os Capitulares e os membros das Confrarias vão de cabeça coberta. Para mostrar a sua dor, as figuras alegóricas ostentam um véu de luto. As matracas dos farricocos vão silenciosas. As bandeiras e estandartes, com tarja de luto, arrastam-se pelo chão. 

### Procissão da Ressurreição
Própria do Rito Bracarense, esta procissão interior leva pelas naves da Catedral a Hóstia branca retirada da urna onde estivera e ostentada numa custódia. Terminada a procissão, como Cristo ressuscitado e vivo, abençoa todos os fiéis, que dele se despedem cantando “Ressuscitou! Ressuscitou! Ressuscitou!”, bem como o Regina caeli, laetare (Rainha dos Céus, alegrai-vos), em modo de parabéns àquela que de Senhora das Dores se transformou em Senhora da Alegria.

## Particularidades e curiosidades

### Lausperene quaresmal
A cidade de Braga conserva esta antiga tradição de, no decurso da Quaresma, todos os dias expor à adoração dos fiéis o Santíssimo Sacramento, desde o princípio da manhã até ao fim da tarde, passando sucessivamente de igreja para igreja. É uma devoção instituída em 1710 pelo Arcebispo D. Rodrigo de Moura Teles; e muito assumida, quer pelas igrejas que se esmeram na arte do adorno floral das suas tribunas e altares, quer pelas muitas pessoas crentes, de todas as idades e condições, que acorrem a visitar o Senhor exposto.

### “Calvários”
São oito quadros representativos de outros tantos “passos” de Cristo no caminho do Calvário. Estão espalhados por vários locais da Cidade de Braga e são propriedade da Irmandade de Santa Cruz. Fechados ao longo do ano, abrem-se na Semana Santa, decorados com arbustos e flores.

### Decoração da Cidade
Em todo o mês que precede a Páscoa, a Cidade de Braga, mormente no centro histórico, é artisticamente decorada por arcos de rua, pendões, painéis e outdoors. Desde 2004, o estilo popular destas decorações foi substituído por um estilo de design mais elaborado e erudito, substituindo o mais tradicional, de gosto popular que, nos tempos mais recentes, teve como autor o bracarense Mestre José Veiga.

### Farricocos e fogaréus
Os farricocos são figuras exóticas, grosseiramente vestidas de túnicas negras (“balandraus”) cingidas por uma corda, encapuçadas com pano idêntico tendo dois buracos em frente dos olhos, com uma coroa de sisal circundando a cabeça e descalças. Trata-se de um modo de trajar que é um sinal de penitência, inspirado no Antigo Testamento (cf. Jn 3,8) e que provém das antigas “procissões de penitência”. Na Quinta-feira Santa percorrem as ruas da Cidade fazendo funcionar as suas matracas ou “ruge-ruge”, espécie de máquinas de fazer ruído, em madeira, montadas no topo de varas negras e que aqueles fazem girar sobre um eixo, provocando a curiosidade e o espanto das pessoas. Na Procissão do “Ecce Homo” os farricocos vão à frente, abrindo o cortejo, uma parte deles com as matracas que de vez em quando fazem ouvir, outra parte empunhando fogaréus. Assim fazem memória dos tempos em que andavam pelas ruas a chamar os “pecadores públicos” à “endoença” ou perdão da Igreja. O seu modo de trajar, por um lado, é sinal de penitência, e, por outro, serve para os esconder no anonimato. Na Procissão do Enterro do Senhor vão também a abrir o cortejo, mas em silêncio e arrastando pelo chão as matracas e os fogaréus apagados. Os fogaréus são taças metálicas alçadas em altas varas negras e contendo pinhas a arder em grandes labaredas. Acompanham-nos alguns farricocos com cestas de pinhas para ir renovando o fogo. No seu conjunto são figuras tão exóticas e impressionantes que se tornaram, para muita gente, uma espécie de ex-libris da Semana Santa de Braga.

### Visita Pascal
É um costume muito enraizado no norte de Portugal, este de, no Domingo de Páscoa, um grupo de pessoas (“Compasso”), sempre que possível presidido por um sacerdote, com trajes festivos e partindo da respectiva igreja paroquial, se dirigir com a Cruz enfeitada aos lares cristãos a anunciar a Ressurreição de Cristo e a abençoar as suas casas. Soam campainhas em sinal de júbilo, fazem-se tapetes de flores pelas ruas e caminhos, estrelejam foguetes no ar. 
Em algumas zonas da cidade, como na Cónega (Rua da Boavista) a visita pascal realiza-se na Segunda-feira de Páscoa, à semelhança de várias localidades minhotas, sendo acompanhada por uma imponente fanfarra. A responsabilidade das festividades é atribuída a um mordomo.

### A visitar
Além dos monumentos, jardins e ruas do centro histórico da cidade de Braga, recomenda-se aos forasteiros, muito especialmente, uma visita ao santuário do Bom Jesus do Monte. Obra grandiosa do arquitecto Carlos Amarante, começada em 1784 e concluída em 1811, conjunto único no mundo, como arranjo artístico de montanha – arquitectónico, escultórico e paisagístico –, obra prima do barroco bracarense, candidata a “património mundial”, o Bom Jesus do Monte constitui um testemunho ímpar da devoção à Paixão de Cristo. Com as capelas do seu monumental escadório a apresentarem escultoricamente as estações da via sacra, a culminar no belíssimo templo com o cenário da crucifixão no seu retábulo e a concluírem com as estações da via luminosa dos mistérios do Ressuscitado, este conjunto foi pensado pelo Arcebispo D. Rodrigo de Moura Teles precisamente para fixar plasticamente aquela devoção.